# 勒富尤
勒富尤（法語：Le Fouilloux，法語發音：[lə fuju]）是法国滨海夏朗德省的一个市镇，位于该省东南部，属于容扎克区。

## 地理
勒富尤（45°11'26"N, 0°7'35"W）面积29.55 平方千米，位于法国新阿基坦大区滨海夏朗德省，该省份为法国西部滨海省份，北起旺代省，西临大西洋，南至吉倫特省，东南接多爾多涅省，东北接德塞夫勒省接壤，东临夏朗德省。
与勒富尤接壤的市镇（或旧市镇、城区）包括：索维尼亚克、博雷斯和马尔特龙、博斯康南、拉热内图兹、蒙吉永、讷维克、圣艾居兰、圣马丹德库、圣皮埃尔迪帕莱。

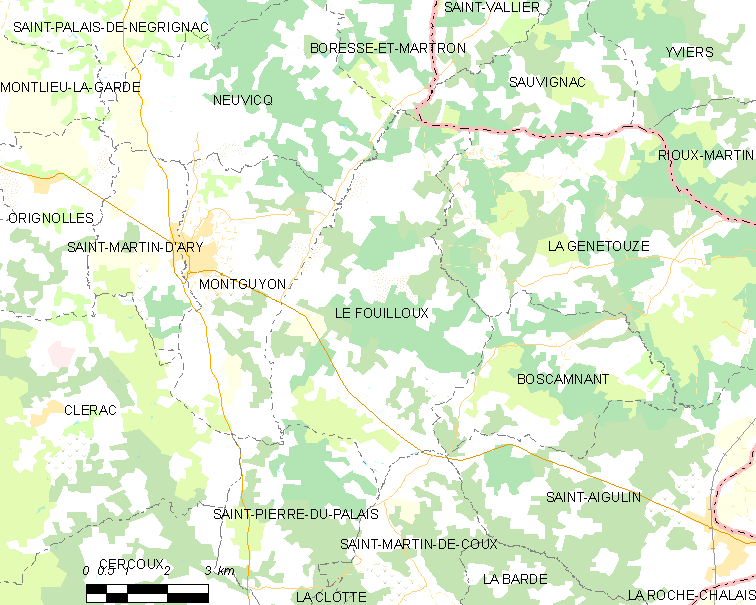
勒富尤的OSM定位图

勒富尤的时区为UTC+01:00、UTC+02:00（夏令时）。

## 行政
勒富尤的邮政编码为17270，INSEE市镇编码为17167。

## 政治
勒富尤所属的省级选区为三山县。

## 人口

1962-2008年间勒富尤人口变化图示

勒富尤于2022年1月1日时的人口数量为760人。